# رائول رامیرز
 رائول رامیرز (انگلیسی: Raúl Ramírez؛ زاده ۲۰ ژوئن ۱۹۵۳) یک تنیس‌باز اهل مکزیک است.